# Sa Majesté Cordelia
Sa majesté Cordelia est le 21e épisode de la saison 2 de la série télévisée Angel.

## Synopsis
Cordelia fait libérer ses amis et leur raconte comment elle est devenue princesse de Pylea. Angel et Lorne partent ensuite rendre visite à la famille de ce dernier pour trouver des informations sur un portail qui leur permettrait de rentrer sur Terre. Angel est traité comme un invité d'honneur, alors que Lorne est ignoré, et accepte d'accomplir un rituel pour ouvrir un festin. Il découvre qu'il doit en fait décapiter une esclave humaine, Fred, et refuse. Il s'échappe avec elle pendant que Lorne fait diversion. Pendant ce temps, Wesley découvre que les prêtres de Pylea sont liés à Wolfram & Hart, et un prêtre, Silas, vient annoncer à Cordelia qu'elle doit, selon la tradition, « s'accoupler » avec le Groosalugg, le chevalier le plus courageux de la dimension. Cordelia tente de s'échapper avec Wesley et Gunn mais elle est rattrapée. Elle voit cependant sa situation d'un autre œil quand il s'avère que le Groosalugg a une séduisante apparence humaine. 
Fred emmène Angel à sa grotte et le vampire réalise qu'elle est la jeune femme de la vision de Cordelia. Ils sont retrouvés par des gardes et, en voulant prendre son visage vampirique, Angel se transforme à la place en un abominable démon assoiffé de sang. Il part à la poursuite des gardes et trouve Wesley et Gunn qui errent dans la forêt. Angel les attaque mais Fred le distrait et le conduit loin d'eux. Angel reprend ensuite apparence humaine mais est très abattu, tandis que Wesley et Gunn sont capturés par des rebelles humains. Ils tentent de les persuader qu'ils peuvent contacter la princesse mais les rebelles décident de les décapiter en guise de message. Groosalugg raconte son histoire à Cordelia mais leur conversation est interrompue par Silas, qui leur révèle qu'ils ne sont que des pantins pour le decorum. Le prêtre présente ensuite à Cordelia la tête coupée de Lorne.

## Statut particulier
Pour Noel Murray, du site The A.V. Club, l'épisode traite efficacement « des attentes, des perceptions et de l'image de soi » tout en poursuivant dans « le ton léger que la série a adopté en cette fin de saison ». Ryan Bovay, du site Critically Touched, lui donne la note de A-, évoquant un épisode « étonnamment bon » au niveau de l'intrigue et surtout du développement des personnages et des thèmes abordés, « Pylea jouant le rôle du miroir » dans lequel les personnages se perçoivent et perçoivent les autres d'une façon nouvelle.

## Distribution

### Acteurs crédités au générique
- David Boreanaz : Angel
- Charisma Carpenter : Cordelia Chase
- Alexis Denisof : Wesley Wyndam-Pryce
- J. August Richards : Charles Gunn

### Acteurs crédités en début d'épisode
- Andy Hallett : Lorne
- Amy Acker : Winifred « Fred » Burkle
- Brody Hutzler : Landok
- Tom McCleister : la mère du clan Deathwok
- Mark Lutz : Groosalugg
- Michael Phenicie : Silas

### Acteurs crédités en fin d'épisode
- Joss Whedon : Numfar